# 董家营乡
董家营乡是中国陕西省汉中市城固县下辖的一个乡。

## 行政区划
董家营乡下辖以下行政区：
联丰村、莫爷庙村、金星村、邵家村、湖广营村、山丰村、合丰村、周万沟村、唐家营村、徐李湾村、叶齐村、黄家港村、乔西沟村、太平村、小寨村、余家营村、徐家堡村、董家营村、刘草坝村、七里店村、胥家营村、铜洞咀村、古路坝村、板凳垭村